# Бингельи, Бруно
Бру́но Бинге́льи (нем. Bruno Binggeli) — швейцарский кёрлингист.
В составе мужской сборной Швейцарии участник чемпионата мира 1983 (заняли восьмое место). Чемпион Швейцарии среди мужчин и ветеранов.
Играл в основном на позиции четвёртого, был скипом команды.

## Достижения
- Чемпионат Швейцарии по кёрлингу среди мужчин: золото (1983).
- Чемпионат Швейцарии по кёрлингу среди ветеранов: золото (1987).

## Команды
| Сезон   | Четвёртый      | Третий         | Второй      | Первый        | Турниры           |
| ------- | -------------- | -------------- | ----------- | ------------- | ----------------- |
| 1982—83 | Бруно Бингельи | Урс Штудер     | Юрг Штудер  | Даниэль Визер | ЧШМ 1983          |
| 1982—83 | Урс Штудер     | Бруно Бингельи | Юрг Штудер  | Даниэль Визер | ЧМ 1983 (8 место) |
| 1986—87 | Бруно Бингельи | Kurt Wyser     | Urs Ziegler | Urs Kocher    | ЧШВ 1987          |

(скипы выделены полужирным шрифтом)